# Aladár Gerevich
Aladár Gerevich (n. 16 martie 1910, Jászberény - d. 14 martie 1991, Budapesta) a fost un scrimer maghiar, considerat până în prezent ca unul dintre cei care au obținut cu cele mai bune rezultate la Jocurile Olimpice. El a câștigat diferite medalii olimpice prin anii 1932, 1936, 1948, 1952, 1956 și 1960. Aladár Gerevich este singurul scrimer din lume care a câștigat 7 medalii de aur la jocurile olimpice.